# Jelena Jensen
Jelena Jensen (Los Angeles, Kalifornia, 1981. október 7. –) amerikai pornószínésznő.
Jelena Jensen amerikai és német származású. 2003-ban BFA diplomát szerzett televíziós műsor- és filmgyártásban a Chapman Egyetemen Orange-ban, Kaliforniában, Amerikában. Köldökében és a nyelvében piercing van. 178 centiméter magas. Az iskola alatt kezdett el dolgozni, mint termelési vezető és marketing menedzser egy online DVD felnőtt filmeket forgalmazó kiskereskedelemmel foglalkozó weboldalnál.
Elsőnek Scott St. Jamesszel dolgozott együtt, 2003 augusztusában a Club-magazinban jelentek meg fotói. Azután rengeteg fotóssal kezdett el dolgozni, beleértve Suze Randallt, Holly Randallt, Ken Marcust és Richard Averyt, illetve a pornós rendezőkkel forgatott Andrew Blakekel és jóval fiatalabb Bunny Luvval.

## Válogatott filmográfia
- 2016: Little Red (video)
- 2013: Women Seeking Women 93 (video)
- 2013: Jessica Drake’s Guide to Wicked Sex: Woman to Woman (video)
- 2013: Newswomen 3 (video)
- 2013: Lesbian Slumber Party 3: Girls Volleyball Team (video)
- 2012: Hitchhiking Lesbians (video)
- 2012: Creamy Panties: Big Natural Breasts (video)
- 2012: Superstars (video)
- 2012: I Kiss Girls 2 (video)
- 2012: Cheer Squad Sleepovers 3 (video)
- 2012: Women Seeking Women 85 (video)
- 2012: Pin-Up Girls 7 (video)
- 2012: Lesbian Sex 6 (video)
- 2012: Me and My Girlfriend (video)
- 2012: Lesbian Boob Worship (video)
- 2012: Lesbian Sex 4 (video)